# Claude-Antoine de Choiseul-Beaupré
Pour les autres membres de la famille, voir Famille de Choiseul.
Claude-Antoine de Choiseul-Beaupré (né le 1er novembre 1697 à Daillecourt - mort le 2 octobre 1764) est un ecclésiastique français de la famille de Choiseul qui fut abbé commendataire, comte et évêque de Châlons-sur-Marne et Pair de France.

## Biographie
Claude-Antoine nait au château de Daillecourt. Il est le fils de Antoine-Clériadus de Choiseul-Beaupré, marquis de Beaupré et d'Anne-Françoise  Baillon de Morangis. Il est également le frère cadet de Antoine-Clériade de Choiseul-Beaupré, archevêque de Besançon, le neveu de Gabriel-Florent de Choiseul-Beaupré, évêque de Mende et le cousin de l'évêque Léopold-Charles de Choiseul-Stainville et de son frère le ministre Étienne-François de Choiseul. 
D'abord tenté par une carrière militaire, il entre au séminaire Saint-Magloire; Licencié en théologie de l'Université de Paris, il est ordonné prêtre en décembre 1722. Il devient ensuite aumônier du roi en 1728, sous-diacre du diocèse de Langres et abbé commendataire de l'abbaye de Boulbonne de 1730 à 1740. Il devient ensuite archidiacre du diocèse de Mende, official et vicaire général de son oncle. 
Il est désigné comme évêque-comte de Châlons-sur-Marne et pair de France le 28 aout 1733, confirmé le 18 décembre et consacré par son oncle l'évêque de Mende le 7 mars 1734.  Commendataire de l'abbaye Notre-Dame de Montier-en-Der de 1740 jusqu'à sa mort. Il garde une attitude équivoque vis-à-vis du jansénisme, accueille Voltaire dans son château de Sarry en 1748. En 1762 avec son frère l'archevêque de Besançon son oncle l'évêque de Mende et son cousin alors archevêque d'Albi, ils demandent une réforme de la Compagnie de Jésus. Il meurt le 2 octobre 1763.